# Cannes

Logo der Stadt Cannes

Cannes [kan] (okzitanisch Canas, von lateinisch canna ‚Schilf‘) ist eine französische Gemeinde mit 74.040 Einwohnern (Stand 1. Januar 2022) an der Mittelmeerküste (Côte d’Azur) im Département Alpes-Maritimes in der Region Provence-Alpes-Côte d’Azur.

## Geografie
Cannes liegt am Mittelmeer. Im Hinterland liegen nordöstlich die Ausläufer der Seealpen. Westlich der Stadt erstreckt sich das Esterel-Gebirge mit der Steilküste aus rotem Porphyr.

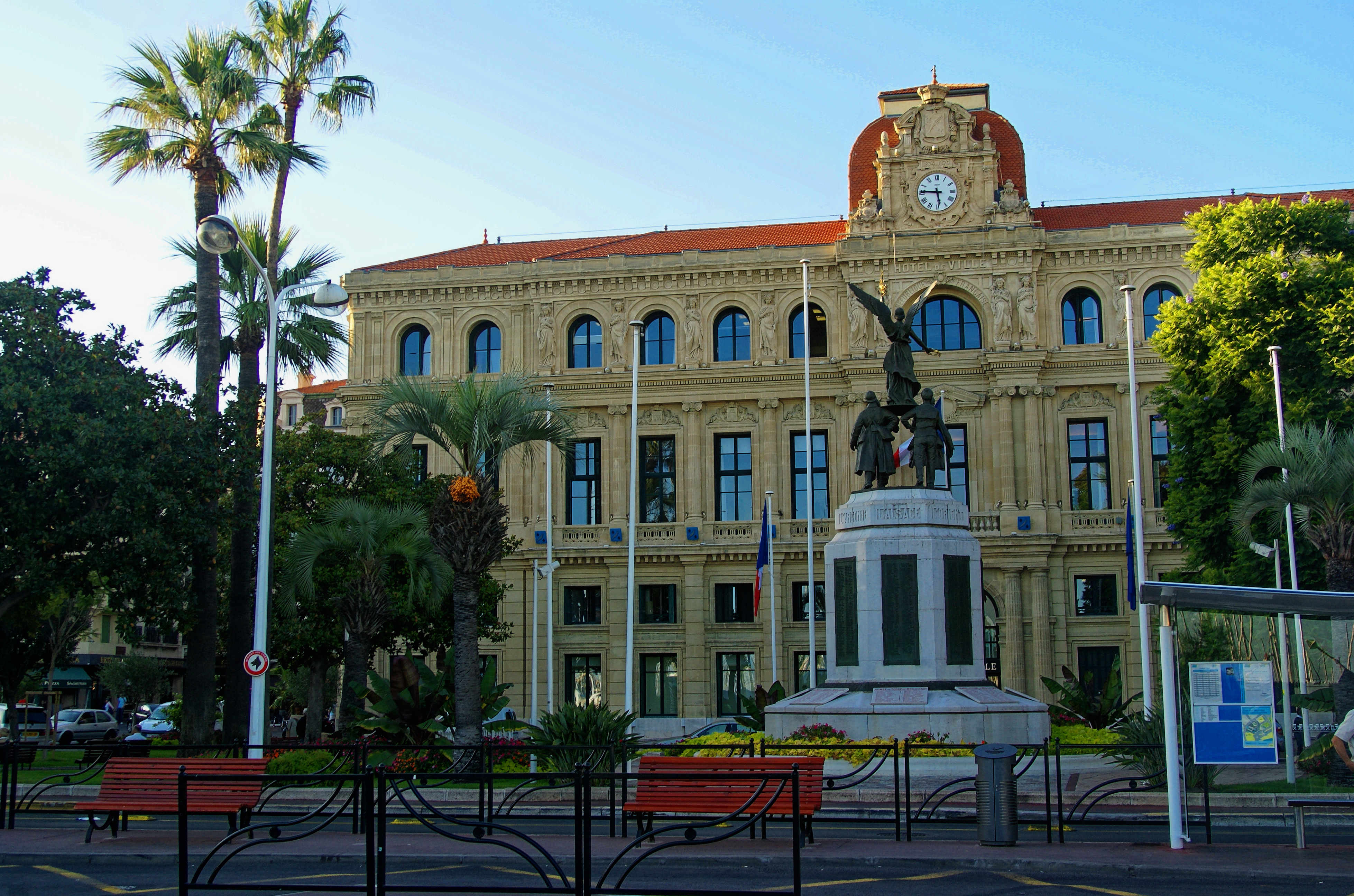
Hôtel de ville (Rathaus) von Cannes

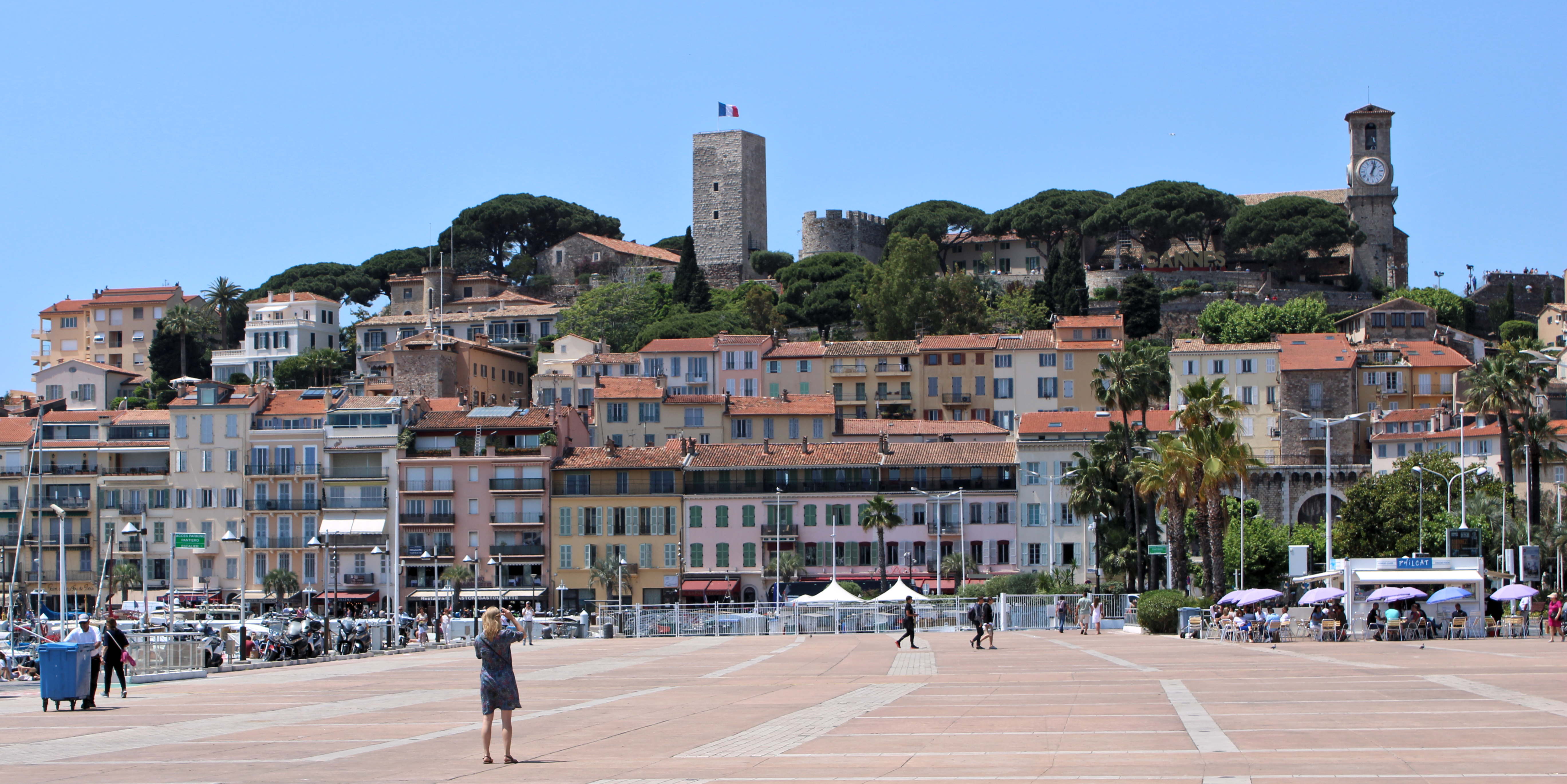
Blick auf La Castre

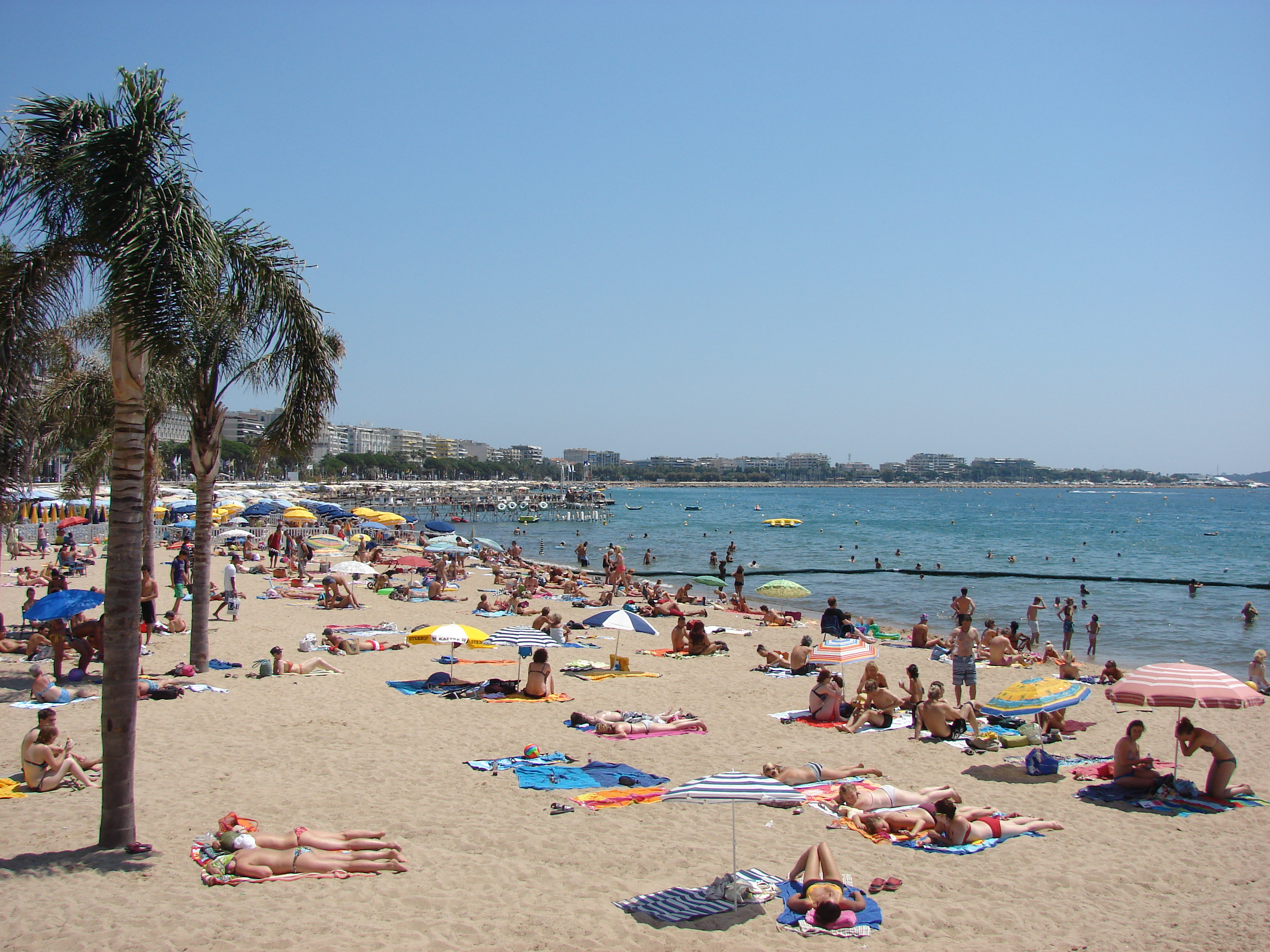
Strand von Cannes (Plage de la Croisette)

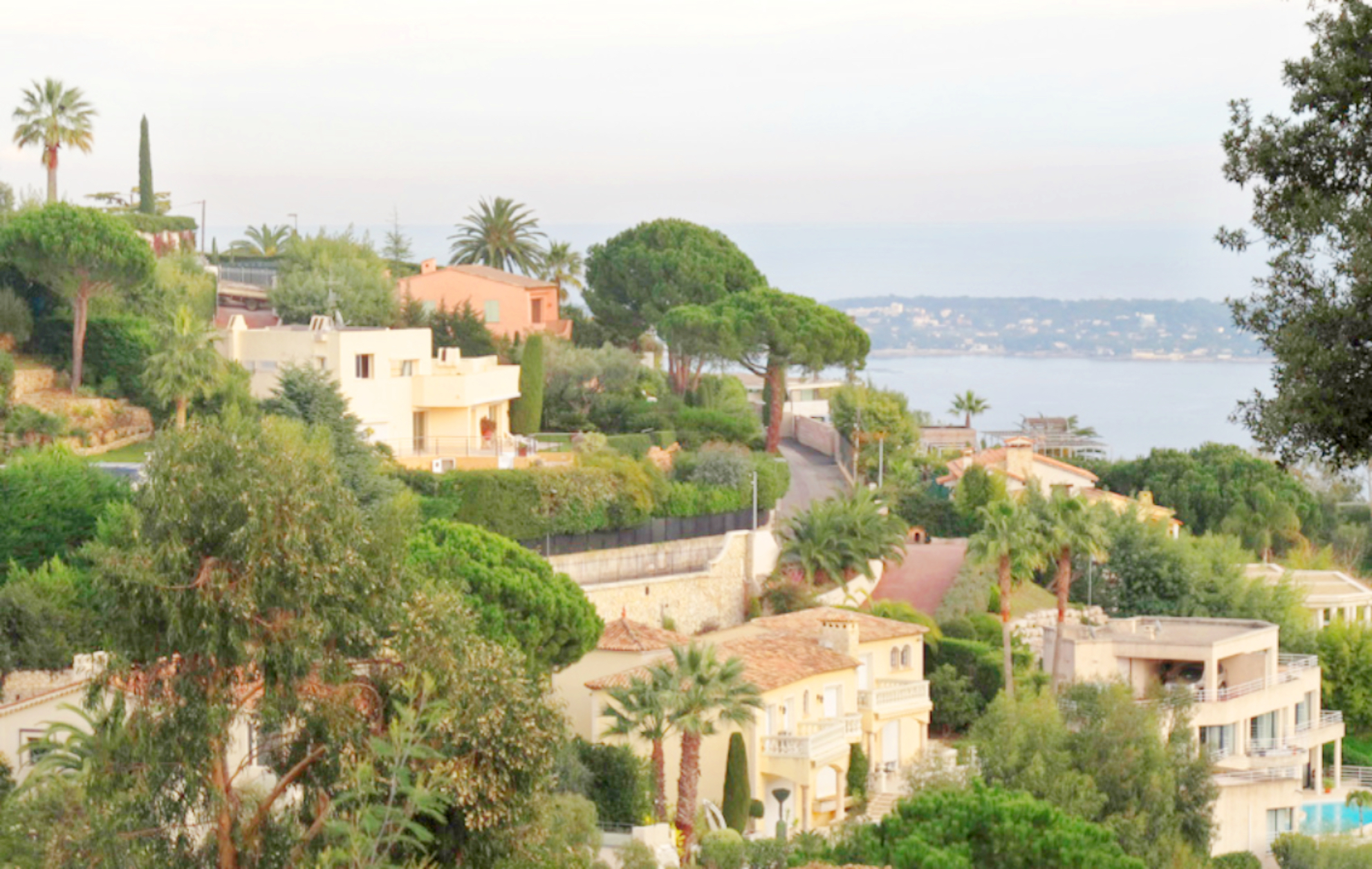
Villenviertel Californie Pézou oberhalb der Innenstadt

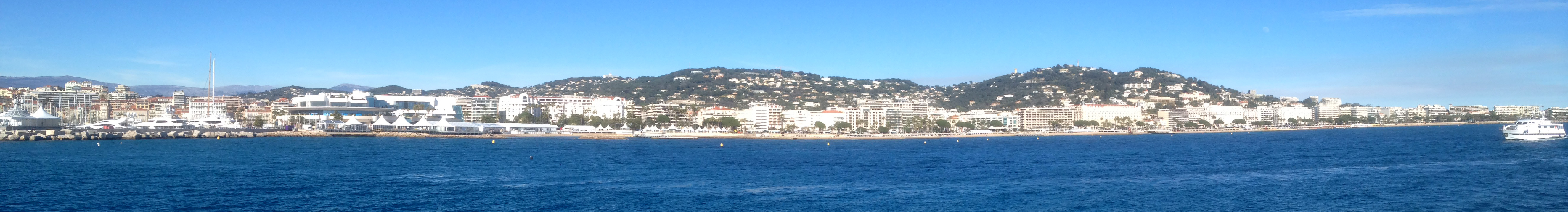
Cannes vom Meer aus gesehen

## Klima
Cannes genießt ein mediterranes Klima mit heißen, trockenen Sommern und milden, feuchten Wintern. Der Mistral weht gelegentlich, obwohl die Region durch das Esterelmassiv geschützt wird. Häufiger ausgesetzt ist Cannes dem Levante und dem Scirocco, die jedoch selten lange anhalten. Die mittleren Höchsttemperaturen unterscheiden sich kaum von denen Nizzas. Allerdings sind die mittleren Tiefsttemperaturen das ganze Jahr über etwa zwei Grad niedriger. Die Niederschlagsverteilung ist typisch mediterran mit hohen Niederschlägen in den Wintermonaten und geringen in den Sommermonaten.
|                        | Jan  | Feb  | Mär  | Apr  | Mai  | Jun  | Jul  | Aug  | Sep  | Okt   | Nov   | Dez  |   |       |
| Mittl. Temperatur (°C) | 7,9  | 8,6  | 10,1 | 12,5 | 15,8 | 19,3 | 22,1 | 22,1 | 19,7 | 16,1  | 11,6  | 8,8  | ⌀ | 14,6  |
| Mittl. Tagesmax. (°C)  | 12,6 | 13,2 | 14,8 | 17,1 | 20,2 | 23,6 | 26,7 | 26,9 | 24,3 | 20,8  | 16,3  | 13,7 | ⌀ | 19,2  |
| Mittl. Tagesmin. (°C)  | 3,2  | 4,0  | 5,5  | 8,0  | 11,4 | 14,9 | 17,4 | 17,4 | 15,1 | 11,4  | 7,0   | 4,0  | ⌀ | 10    |
|                        |      |      |      |      |      |      |      |      |      |       |       |      |   |       |
| Niederschlag (mm)      | 88,7 | 92,3 | 74,6 | 69,3 | 50,3 | 40,2 | 16,7 | 36,0 | 61,8 | 121,2 | 117,3 | 89,4 | Σ | 857,8 |
|                        |      |      |      |      |      |      |      |      |      |       |       |      |   |       |
| Sonnenstunden (h/d)    | 4,8  | 5,3  | 6,6  | 7,6  | 8,4  | 9,4  | 10,0 | 11,5 | 10,7 | 8,0   | 6,7   | 4,7  | ⌀ | 7,8   |

| 3,2 |

| 4,0 |

| 5,5 |

| 8,0 |

| 11,4 |

| 14,9 |

| 17,4 |

| 17,4 |

| 15,1 |

| 11,4 |

| 7,0 |

| 4,0 |

| 3,2 |

| 4,0 |

| 5,5 |

| 8,0 |

| 11,4 |

| 14,9 |

| 17,4 |

| 17,4 |

| 15,1 |

| 11,4 |

| 7,0 |

| 4,0 |

## Geschichte
Vom Mittelalter bis in das frühe 19. Jahrhundert war Cannes ein Fischerdorf. In den 1830er-Jahren kamen französische und ausländische Adelige in die Gegend und bauten Ferienhäuser. Ein regelmäßiger Wintergast war Friedrich Nietzsche. Zu Beginn des 20. Jahrhunderts übte die italienische Vizekonsulat eine enge Kontrolle über die ansässigen italienischen Arbeiter aus. Unter dem Mussolini-Regime nahm der Zugriff noch zu. Dieses hatte angesichts der großen Anziehungskraft der französischen Kultur Angst um deren Italianità. Das Konsulat verteilte 1932 Propaganda mit dem Titel „Du bist Italiener und musst Italiener bleiben“.
Als sich Frankreich im Zweiten Weltkrieg unter deutscher Besatzung befand, erließ das mit den Nazis kollaborierende Vichy-Regime antisemitische Gesetze. Während andere Juden dem Aufruf, sich als Juden zu deklarieren, folgeleisteten und so deportiert und ermordet wurden, entzogen sich die Brüder Maurice (* 1920) und Léon Saslawsky (* 1921), deren Eltern in Cannes ein Kleidergeschäft führten, dieser Anordnung. Maurice ging in den Arbeitsdienst der von der Vichy-Ideologie als Ertüchtigung der Jugend gedachten Chantiers de jeunesse. Als die Einberufung in den STO drohte, flüchteten die Brüder nach Montmélian im Département Savoie. Dort wurden sie vom Ehepaar Cugnet versteckt und sie überlebten. 
Die Villa Monfleury in Cannes diente der Gestapo als Hauptquartier. Die ehemalige Profisportlerin Violette Morris, Mitglied im Mouvement Franciste, hielt sich im Dezember 1943 in der Villa auf und organisierte mit Hilfe der Gestapo Beutezüge nach kriegswichtigen Metallen (Kupfer, Messing) im Stadtteil La Bocca. Acht Résistancekämpfer wurden hier am 15. August 1944 von Nazis und von Kollaborateuren ermordet. Unweit von Cannes landete am 15. August 1944 die alliierte Operation Dragoon. Ein bekannter Kollaborateur aus Cannes war Paul Malaguti (1927–1996), ein Mitgründer des Front national.
1946 wurden die ersten Internationalen Filmfestspiele von Cannes durchgeführt. Im April 1956 kam die brünette Brigitte Bardot, ein neuer Stern des französischen Films, an das 9. Festival de Cannes, von nun an mit blonder Haarpracht.
Andere historische Daten:
- 1815: Napoleon Bonaparte lagert auf seiner Rückkehr von Elba bei Cannes.
- 1834: Der ehemalige britische Lordkanzler, Henry Brougham, 1. Baron Brougham and Vaux, entdeckt Cannes und lässt sich dort nieder. Ihm folgen rasch weitere Aristokraten.
- 1838: Bau des Alten Hafens
- 1868: Bau der Croisette (La Croisette).
- 1871: Auf der Croisette werden Palmen gepflanzt.
- 1912: An der Croisette entstehen nacheinander mehrere Luxushotels.
- 1982: Der neue Palais des Festivals et des Congrès wird eröffnet.

Bis heute gilt die Stadt als „Treffpunkt der Reichen und Schönen“ und hat sich einen mondänen Charakter erhalten.

## Bevölkerungsentwicklung
| Jahr      | 1962   | 1968   | 1975   | 1982   | 1990   | 1999   | 2006   | 2016   | 2025   |
| --------- | ------ | ------ | ------ | ------ | ------ | ------ | ------ | ------ | ------ |
| Einwohner | 58.079 | 67.152 | 70.527 | 72.259 | 68.676 | 67.304 | 70.610 | 74.152 | 98.516 |

## Sehenswürdigkeiten
Inmitten des Badeortes Cannes befindet sich die Flaniermeile Boulevard de la Croisette. Die Croisette wurde im Jahre 1850 nach dem Vorbild der Promenade des Anglais in Nizza angelegt. Der Boulevard hat eine Länge von zwei Kilometern und endet im Osten am Pointe Croisette, von wo aus man einen Blick über die gesamte Promenade hinweg auf das Festspielhaus hat. Läden, Boutiquen, Restaurants und Bars wechseln sich ab. Auch drei Casinos und der Palais des Festivals et des Congrès, in dem das Internationale Filmfestival stattfindet, befinden sich hier. Viele der größeren Hotelketten führen ein Hotel an der Croisette, darunter InterContinental (Carlton), Hilton und Mercure.
An der Promenade befinden sich kleine Parks, die Promenade selbst ist von Palmen gesäumt. Direkt unterhalb befindet sich die Plage de la Croisette, ein breiter Sandstrand. Als Frankreichs größter innerstädtischer Park gilt der Friedhof von Cannes, der Cimetière du Grand Jas, auf dem unter anderem bekannte Persönlichkeiten wie Martine Carol, Klaus Mann oder Lily Pons bestattet wurden.
Südlich der Stadt gut sichtbar vom Strand liegt die Inselgruppe Îles de Lérins: Sainte-Marguerite (4,6 Kilometer) und Saint-Honorat (5,7 Kilometer) – beide sind mit einer öffentlichen Fähre zu erreichen – sowie Île Saint de la Tradeliere und Saint-Ferréol, beide sind unbewohnt.
Die Kirche Notre-Dame-de-Bon-Voyage wurde 1869 und die Kirche Notre-Dame-d’Espérance 1641 errichtet.
Die Synagoge wurde 1952 errichtet.

## Regelmäßige Veranstaltungen

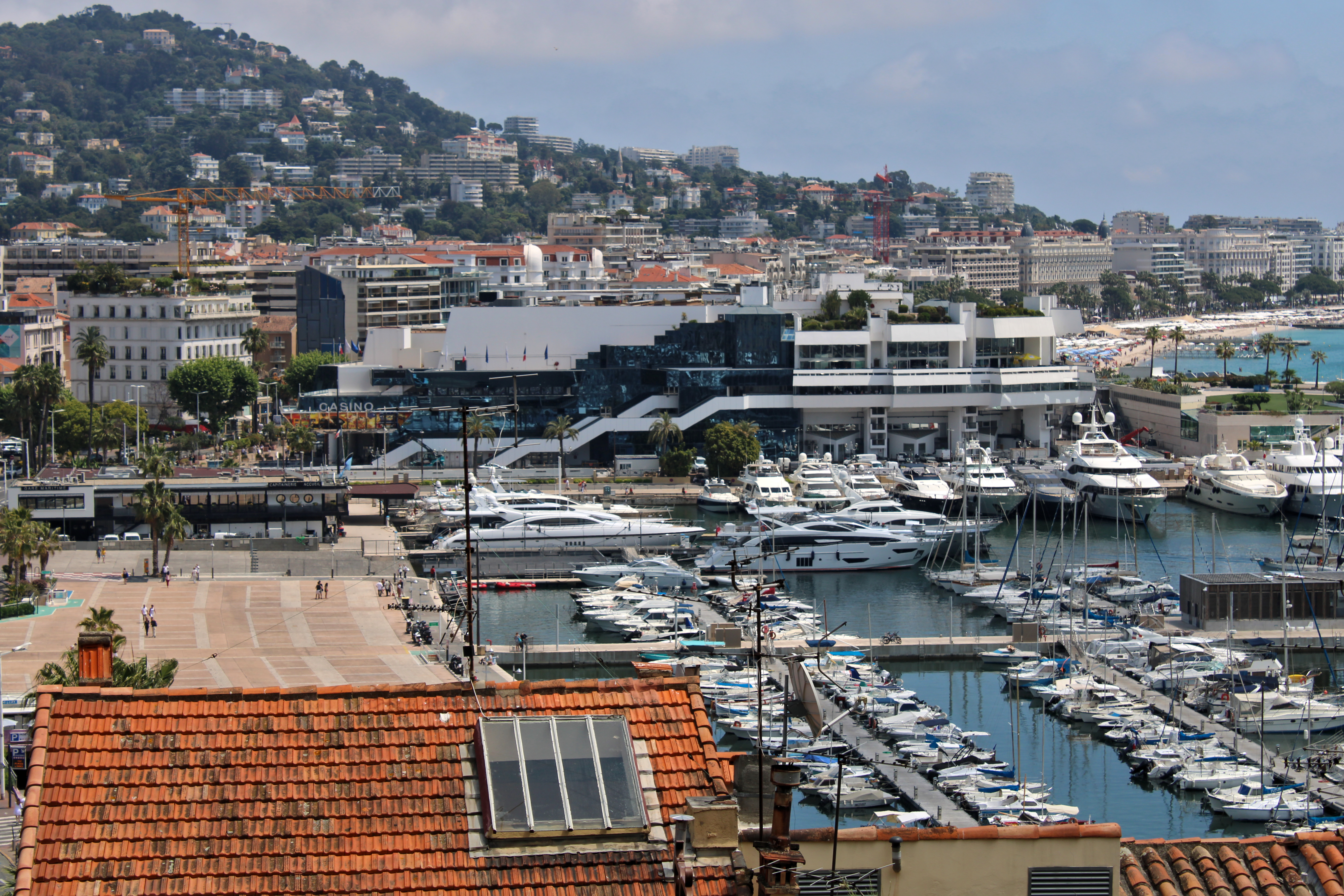
Hafen von Cannes mit dem Palais des Festivals et des Congrès von La Castre aus betrachtet

Besonders bekannt ist Cannes durch die jährlich im Mai stattfindenden Internationalen Filmfestspiele. Auch das jährliche Werbefestival Cannes Lions International Advertising Festival ist international renommiert. Seit 1987 findet dort im Februar/März das Festival International des Jeux, das Internationale Spiele-Festival statt, bei dem 2012 an drei Tagen 150.000 Besucher waren.
Seit 1967 findet jährlich die Bootsmesse Cannes Yachting Festival statt.
Von 1996 bis 2005 fand in Cannes die zweitwichtigste Mobilfunkmesse Europas neben der Cebit statt, der 3GSM World Congress.
Jährlich findet im März die MIPIM, die weltgrößte Gewerbeimmobilien- und Betriebsansiedlungsmesse, und im November die MAPIC, eine Handelsimmobilienmesse, im Palais des Festivals statt. Veranstalter ist Reed MIDEM, sie dauert vier Tage.
Im Sommer findet auch in der Bucht von Cannes alljährlich ein Feuerwerkswettbewerb (festival d’art pyrotechnique) statt – ein internationaler Wettstreit mit vielen Besuchern, die dieses Ereignis am Strand oder von Yachten aus bestaunen können.
Ferner finden hier die Musikmesse Midem und das Kindertheaterfestival P'tits Cannes à You statt.

## Museen
Das Musée des explorations du monde (früher Musée de la Castre) befindet sich im mittelalterlichen Schloss auf einer Anhöhe in der Altstadt le Suquet. Es zeigt primitive Kunst, Kunstwerke des Mittelmeerraums, Musikinstrumente aus aller Welt sowie Landschaftsgemälde der Provence aus dem 19. Jahrhundert. Von seinem quadratischen Turm aus dem 12. Jahrhundert bietet sich ein 360-Grad-Panoramablick über die Stadt und die Umgebung. Auf der Insel Sainte-Marguerite befindet sich im Fort Royal ein Museum für Meeresarchäologie.

## Verkehr

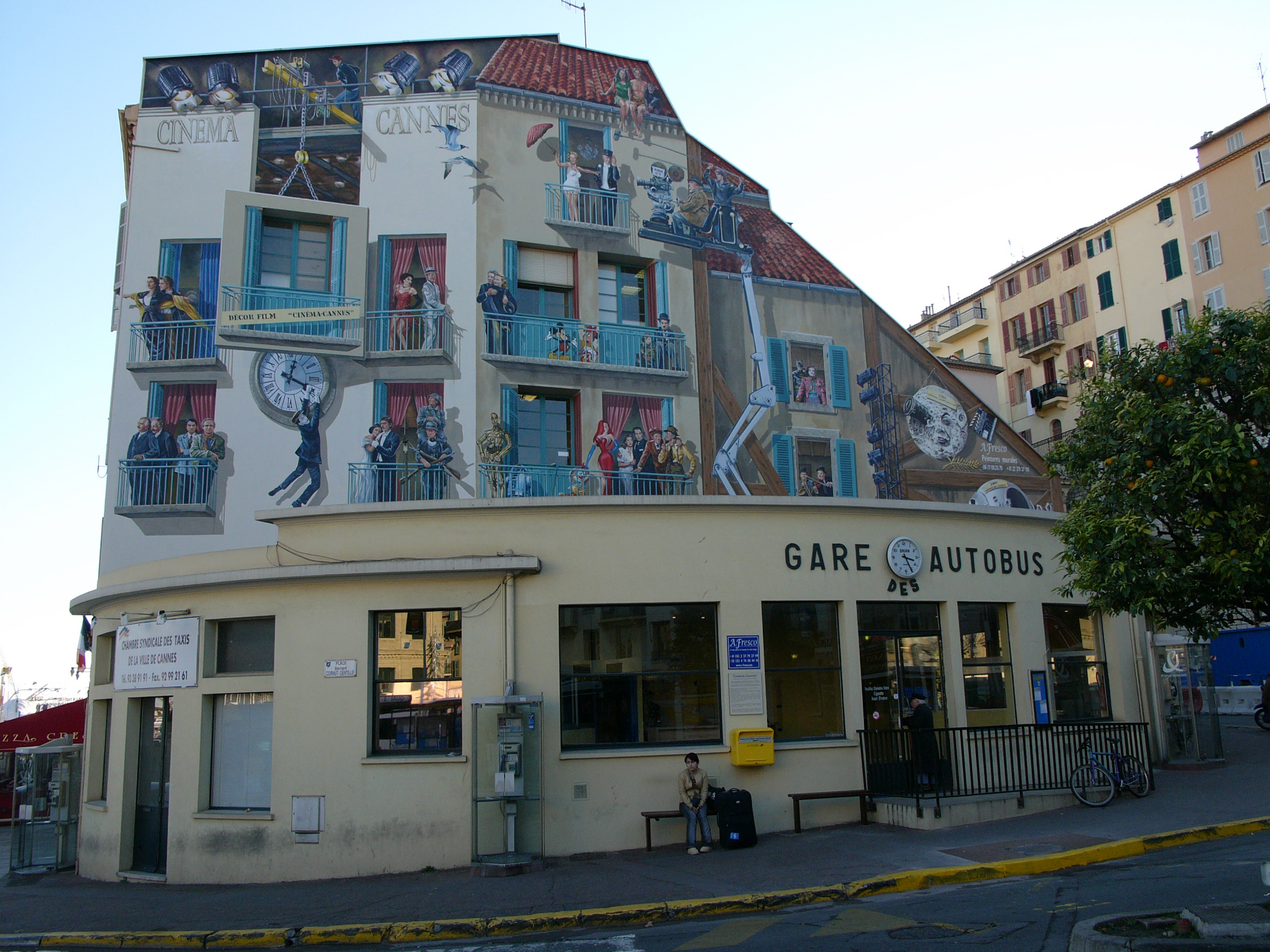
Busbahnhof (Gare des Autobus)

Cannes hat einen Bahnhof mit direkter TGV-Verbindung nach Paris (rund fünfeinhalb Stunden); die Stadt ist über die Bahnstrecke Marseille–Ventimiglia und die Bahnstrecke Cannes–Grasse an das Bahnnetz der SNCF angeschlossen. Es sind somit unter anderem die Orte Antibes, Nizza und Monaco erreichbar. Die Strecke nach Ventimiglia (Italien) führt direkt am Meer entlang. Bis zum Zweiten Weltkrieg war der Bahnhof von Cannes Ziel einiger Luxuszüge wie dem Riviera-Express oder Wien-Nizza-Cannes-Express. Bis 2007 wurde der Bahnhof vom seit 1883 verkehrenden Train Bleu bedient, dem über viele Jahre wichtigsten Nachtzug zwischen Paris und der Riviera.
Den öffentlichen Busverkehr in Cannes sowie den Orten Le Cannet und Mandelieu-la-Napoule betreibt Bus Azur. Die Überlandbusse der Rapides Côte d’Azur verbinden Cannes mit Nizza und Grasse.
Der Flugplatz Cannes-Mandelieu liegt westlich der Stadt und kann wegen der hügeligen Umgebung nur von Flugzeugen etwa bis zur Größe einer ATR 72 angeflogen werden. Bis zum Zweiten Weltkrieg war er der einzige Flughafen an der Côte d’Azur.

## Wirtschaft
Der Tourismus ist für die Stadt ein wichtiger Wirtschaftszweig. Cannes empfängt jährlich rund drei Millionen Besucher. Davon nächtigen zwei Millionen Besucher in Cannes und eine Million Besucher sind Tagestouristen. Die Stadt bietet 130 Hotels mit 8000 Zimmern. Cannes steht in Frankreich als Geschäftsreiseziel an zweiter Stelle nach Paris. Cannes wartet unter anderem mit drei Spielcasinos, 500 Restaurants und Cafés, 30 Loungeclubs und Diskotheken sowie 30 Privatstränden auf.
Weitere bedeutende Wirtschaftszweige sind der Handel und die aeronautische Industrie, die es hier seit 1929 gibt. Im Centre spatial de Cannes-Mandelieu sind am Standort Cannes rund 2000 Mitarbeiter beschäftigt. Vom Unternehmen Thales Alenia Space werden dort Satelliten hergestellt.

## Persönlichkeiten

### Söhne und Töchter der Stadt
- Maria Immaculata Cristina Pia Isabella von Neapel-Sizilien (1874–1947), Prinzessin des Königreichs beider Sizilien
- Jean Gougoltz (1875–1917), Schweizer Radrennfahrer
- Maria Christina von Bourbon-Sizilien (1877–1947), Tochter von Alfonso Maria und Maria Antonietta di Borbone
- Charles Isaac Ginner (1878–1952), französisch-britischer Maler
- Alain Campbell White (1880–1951), US-amerikanischer Schachkomponist und Botaniker
- Aimé Vassiaux (1890–1967), französischer Autorennfahrer
- Robert Ramillon (1909–?), Tennisspieler
- Gaspard Rinaldi (1909–1978), Profi-Radsportler
- Anne Spoerry (1918–1999), französisch-kenianische Ärztin und Pilotin
- Yvonne Curtet (1920–2025), Leichtathletin
- Gisèle Pascal (1921–2007), Schauspielerin
- Gérard Philipe (1922–1959), Theater- und Filmschauspieler
- Paul Revel (1922–1983), Maler und Kupferstecher
- Víctor Merenda (1923–1968), Filmregisseur, Drehbuchautor und Schauspieler
- René Saorgin (1928–2015), Organist
- Claude Bolling (1930–2020), Jazzmusiker (Klavier), Komponist und Musikproduzent
- Jean Ricardou (1932–2016), Schriftsteller und Texttheoretiker
- Pilar de Borbón (1936–2020), Infantin von Spanien und Herzogin von Badajoz
- Jean Sobieski (* 1937), Schauspieler und Maler
- Emmanuel Hocquard (1940–2019), Poet und Redakteur
- François Léotard (1942–2023), Politiker
- Jean-Jacques Kantorow (* 1945), Geiger und Dirigent
- Bob Telson (* 1949), US-amerikanischer Komponist, Multiinstrumentalist und Sänger
- Max Delys (1951–1993), Schauspieler
- Olivier Winterstein (1951–2004), Musikwissenschaftler und Orchesterintendant
- Norbert Turini (* 1954), römisch-katholischer Erzbischof von Montpellier
- Brigitte Aubert (* 1956), Schriftstellerin
- Paolo Barzman (* 1957), französisch-US-amerikanischer Regisseur
- Michel Dussuyer (* 1959), Fußballtorhüter und -trainer
- Marie-France van Helden (* 1959), Eisschnellläuferin
- Catherine Guillouard (* 1965), Unternehmensleiterin
- François Smesny (* 1968), Schauspieler
- Yann Bonato (* 1972), Basketballspieler
- Johan Micoud (* 1973), Fußballspieler
- Sébastien Vieilledent (* 1976), Olympiasieger im Rudern
- Jean-René Lisnard (* 1979), monegassischer Tennisspieler
- Karina Testa (* 1981), Schauspielerin
- Hamed Namouchi (* 1984), Fußballspieler
- Luke Stratte-McClure (* 1984), US-amerikanischer Schauspieler, Synchronsprecher und Filmschaffender
- Julien Gaspar-Oliveri (* 1985), Film-, Theaterschauspieler und Regisseur
- Sarah Bouhaddi (* 1986), Fußballspielerin
- William Accambray (* 1988), Handballspieler
- Anthony Modeste (* 1988), Fußballspieler
- Victor Dubuisson (* 1990), Profigolfer der European Tour
- Johann Zarco (* 1990), Motorradrennfahrer
- Romain Arneodo (* 1992), monegassischer Tennisspieler
- Norman Nato (* 1992), Automobilrennfahrer
- Brandon Maïsano (* 1993), Automobilrennfahrer
- Dylan Bronn (* 1995), Fußballspieler
- Philéas Pasqualini (* 1995), American-Football-Spieler
- Oumar Touré (* 1996), malischer Schwimmer
- Lenny Martinez (* 2003), Radrennfahrer

### Andere Persönlichkeiten
Folgende Personen haben in Cannes gelebt:
- Louis Blanc (1811–1882), Gründer der Sozialdemokratie in Frankreich
- Victor Cousin (1792–1867), französischer Philosoph und Kulturtheoretiker
- Jean-Gabriel Domergue (1889–1962), französischer Maler und Plakatkünstler
- Friedrich Franz III. (1851–1897), Großherzog zu Mecklenburg
- Jules Girard (1825–1902), französischer Literaturwissenschaftler
- Benjamin Godard (1849–1895), französischer Komponist
- Charles Grant, Baron Glenelg (1778–1866), schottischer Politiker
- Nikolai Judenitsch (1862–1933), russischer General
- Klaus Mann (1906–1949), deutscher Schriftsteller, Sohn von Thomas Mann (1875–1955), ist in Cannes begraben
- Prosper Mérimée (1803–1870), französischer Schriftsteller
- Jacques Monod (1910–1976), französischer Biochemiker und Offizier der Ehrenlegion
- Édith Piaf (1915–1963), französische Chansonsängerin
- Auguste Regnaud de Saint-Jean d’Angely (1794–1870), General, Staatsmann und Marschall von Frankreich
- Eduard Rhein (1900–1993), deutscher Erfinder, Publizist und Schriftsteller
- Stephan Sulke (* 1943), Schweizer Liedermacher, Keyboarder und Gitarrist
- Léon-Philippe Teisserenc de Bort (1855–1913), Entdecker der Stratosphäre
- Barzan Ibrahim at-Tikriti (1951–2007), Ex-irakischer Politiker und Halbbruder von Saddam Hussein
- Alexis de Tocqueville (1805–1859), Publizist und Politiker
- Jens Ferdinand Willumsen (1863–1958), dänischer Maler und Bildhauer, gestorben in Cannes am 4. April 1958
- Zinédine Zidane (* 1972), Weltfußballer, begann seine Karriere bei Cannes

## Partnerstädte
(Quelle: )
- Madrid, Spanien, seit 1957
- Londoner Stadtbezirk Royal Borough of Kensington and Chelsea, Vereinigtes Königreich, seit 1970
- Beverly Hills, Vereinigte Staaten, seit 1986
- Shizuoka, Japan, seit 1991
- Sanya, Volksrepublik China, seit 1997
- Acapulco, Mexiko, seit 1998
- Lviv, Ukraine, seit 2022

### Befreundete Städte
- Tel Aviv, Israel, seit 1993
- Saanen, Schweiz, seit 1995